# Демократска странка Албаније
Демократска странка Албаније (алб. Partia Demokratike e Shqipërisë) је конзервативна политичка странка у Албанији. Основана је 12. децембра 1990. као изразито антикомунистичка странка са већином чланова из редова политички прогоњених дисидената комунистичког режима Енвера Хоџе. Победила је на првим вишестраначким изборима 1992. и била на власти до 1997, када је поднела оставку због избијања краткотрајног грађанског рата узрокованог корупцијом власти.

## Историја
На изборима 2001. године освојила је 46 места у Парламенту. Године 2005. у коалицији Време за промене ДСА је освојила 56 места, њени коалициони партнери 16, а уз то су коалицији приступиле још две мање странке, укупно 79 од 140 места. На изборима 2009. године ДС је освојила 66 посланичких места.
Један од циљева странке било је учлањење Албаније у НАТО, циљ који је остварен 2009. године.
Чланица је међународних организација Центристичка демократска интернационала и Међународна демократска унија и посматрач у Европској народној партији.